# Острів Святої Єлени (гаряча точка)

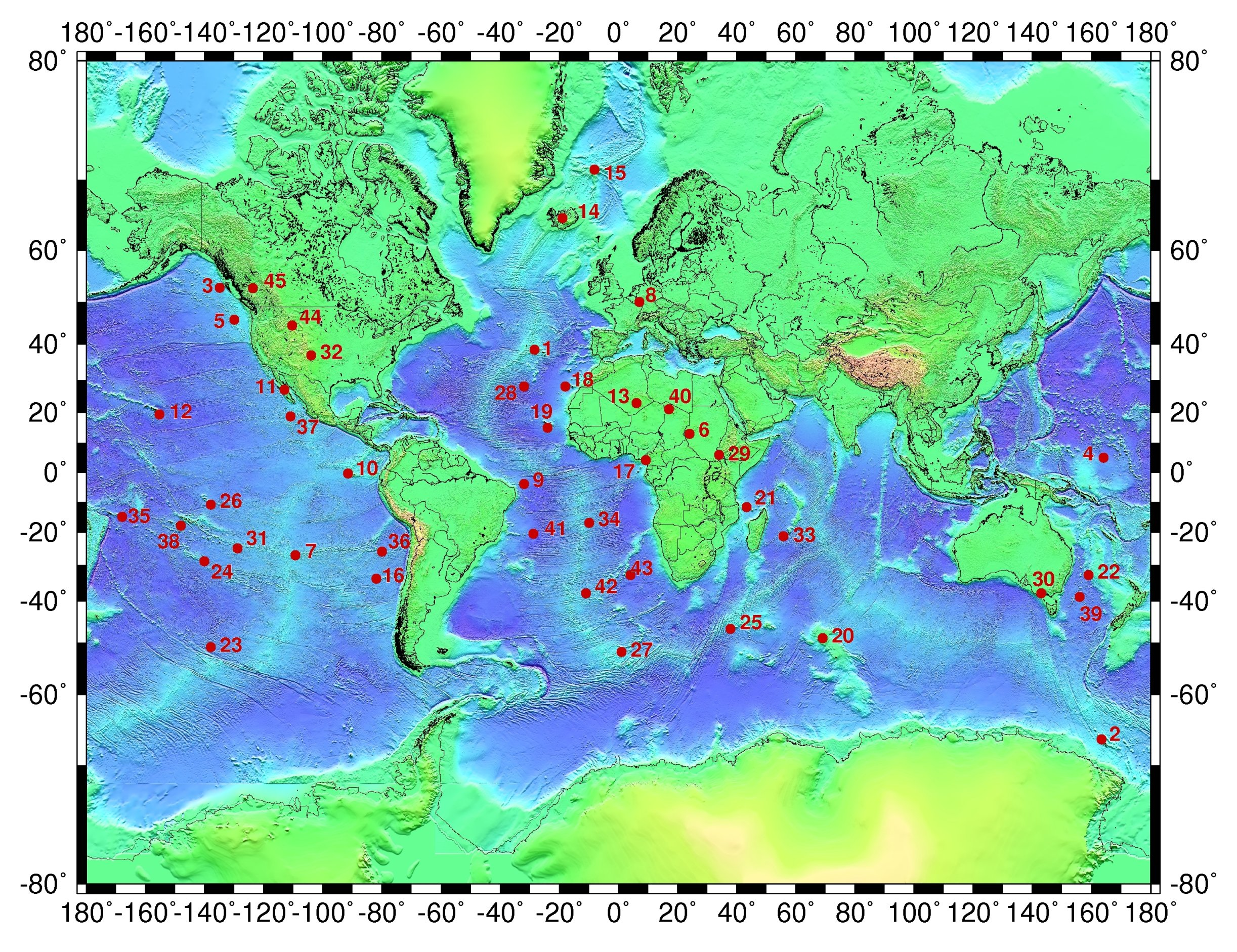
Гаряча точка Святої Єлени позначена на мапі цифрою 34.

Гаряча точка Святої Єлени — вулканічна гаряча точка, розташована у південній частині Атлантичного океану. Її діяльність є відповідальною за виникнення Острову Святої Єлени та Пасмо підводних гір Святої Єлени. Ця гаряча точка вважається одною з найстаріших гарячих точок на Землі, що почала виробляти базальтову лаву бл. 145 мільйонів років тому.